# Kabitaye
Le Kabitaye ou Kabita est une région historique de la Guinée maritime, en République de Guinée.
Elle est située entre les fleuves Soumba à l'est et Konkouré à l'ouest. Région de petite montagne au nord, elle s'étend au sud jusqu'à la mer (plaine côtière et mangrove).

## Géographie
Le Kabitaye est traversé par la route nationale 3, entre Khorira à l'est et les ponts sur le Konkouré à l'ouest (avant Buramaya). Cette route passe au pied de la zone de collines du nord (100 à près de 600 mètres, culminant au mont Simbayagono à 588 m).
Elle laisse au sud la plaine côtière, parcourue par une multitude de petits cours d'eau aboutissant à la baie de Sangareya (la voie étroite de chemin de fer Conakry-Fria la longe sur une grande partie de son tracé), et dominée par une frange sud assez escarpée sur le plateau de laquelle il y a une forêt classée (réserve forestière).

## Histoire
Vers 1880, à l'arrivée des Français dans la région, le Kabitaye fait partie du royaume de Dubréka.
Dans le traité du 20 juin 1880, par lequel le roi Balé Demba met son royaume sous le protectorat de la France, son royaume est ainsi défini : il est « roi du pays qui s'étend de la pointe Candiah à la rive droite du Maneah et qui comprend le Kabita, le Kaloum, le Taboussou, le Maneah, le Correra, ainsi que l'île Tombo ».
Il semble cependant qu'au moment où le royaume a été créé par le roi Soumba Toumany au XVIIe siècle, le Kabitaye n'en faisait pas encore partie : il n'est pas cité parmi les provinces du royaume. Même en 1880, il était peut-être un royaume vassal du Dubréka possédant une certaine autonomie, plutôt qu'une province.
Selon le témoignage du voyageur E. Guillou en 1891, la région est peu peuplée ; son roi, un homme d'une cinquantaine d'années, s'appelle Bamba Moussa.